# Модро језеро (Хрватска)
Модро језеро је крашко језеро у Далмацији (Хрватска). Формирано је у једној бунарастој вртачи Имотског поља, западно од Имотског. 

## Опис и димензије
Бунараста вртача, у којој се налази језеро, плића је и пространија од оне у којој је Црвено језеро. Издужена је у правцу сјевероисток- југозапад, на дужини од 800 m. Јужни обод је на висини од 385 m, а сјеверни на 508 m. Површина језера у кишној сезони се налази на 345 m надморске висине. Дно језера је на 258 m. Максимална дубина језера износи 87 m. 
Стране вртаче су прекривене сипарским материјалом, који настаје распадањем стена при великим температурним разликама. Сипари се спуштају до дна језера и полако га затрпавају. Бунараста вртача језера, све више поприма изглед љевкасте.